# Lojze Kovačič
Lojze Kovačič (ur. 9 listopada 1928 w Bazylei, zm. 1 maja 2004 w Lublanie) – pisarz słoweński.
Pochodził z rodziny słoweńsko-niemieckiej, pierwsze dziesięć lat życia spędził w Szwajcarii. Zaliczany do czołowych postaci współczesnej literatury słoweńskiej, był autorem powieści i opowiadań, m.in. autobiograficznej trylogii Prišleki o losach rodziny uwikłanej w wydarzenia polityczne (cykl ten został uznany za powieść XX wieku w Słowenii).
W przekładzie na język polski ukazały się drobne dzieła Kovačiča, głównie opowiadania, publikowane na łamach czasopism, m.in. Literatura na Świecie (1/1982), Krasnogrudy (nr 2-3/1994), Kresów (1/2002) itp.